# نوع البيانات المنطقية

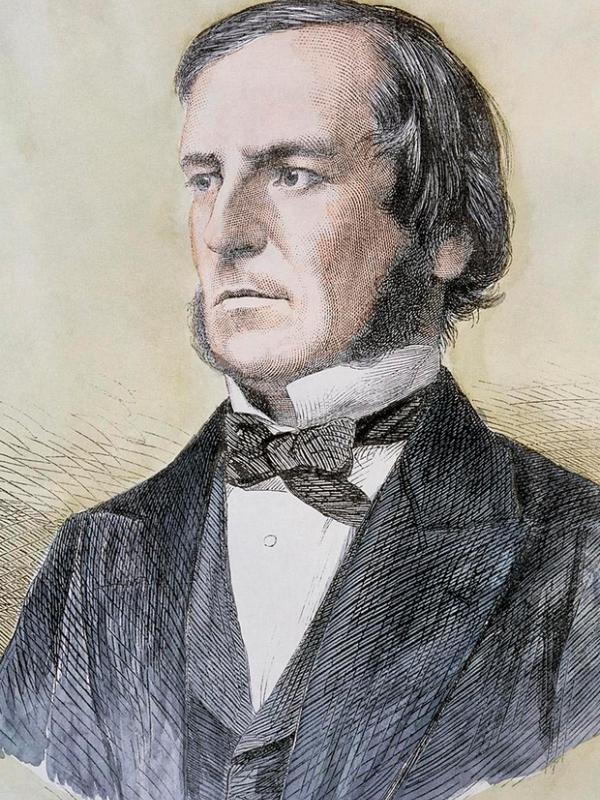

في علم الحاسب الآلي، نوع البيانات المنطقية هو اسم أحد أنواع البيانات التي قد تحمل إحدى قيمتين فقط (غالبًا ما يشار لهاتين القيمتين بصواب وخطأ)، ويستخدم في تمثيل قيم الحقيقة في المنطق والجبر المنطقي. وقد تم تسمية هذا النوع من البيانات نسبة إلى جورج بول الذي عرّف لأول مرة نظام جبري للمنطق في منتصف القرن التاسع عشر.